# Giacomo d’Itri
Giacomo d’Itri (auch Giacomo da Itri, * um 1330 in Itri, Grafschaft Fondi; † 30. März 1393 in Avignon) war ein italienischer Bischof.

## Leben
D’Itri wurde um 1358 von Papst Innozenz VI. zum Bischof von Ischia ernannt. Am 22. März 1359 wurde er zum Bischof von Martirano und am 20. Dezember 1363 wurde er zum Erzbischof von Otranto ernannt. Papst Gregor XI. ernannte ihn am 18. Januar 1376 zum Titularpariarchen von Konstantinopel und gleichzeitig zum administrator perpetuus seines bisherigen Erzbistums Otranto. 1367 wurde er Legat in Neapel und 1370 Apostolischer Visitator der basilianischen Klöster des Königreichs Neapel.
Zunächst nahm er die 1387 erfolgte Wahl von Papst Urban VI. an. Wenig später war er einer der Förderer der Anfechtung der Gültigkeit der Wahl des neuen Papstes und der Organisation des Schismas, wahrscheinlich auch aufgrund seiner Beziehungen zu Onorato I. Caetani, Graf von Fondi. Er ging nach Anagni, wo ihn die französischen Kardinäle baten, bei der Eröffnung ihres Konklaves am 9. August 1378 die Messe des Heiligen Geistes zu feiern. Am 6. November 1378 wurde Giacomo daher von Urban VI. exkommuniziert, ein Urteil, das am 28. Juni 1379 verschärft wurde.
Am 18. Dezember 1378 kreierte Gegenpapst Clemens VII. ihn in Fondi in seinem ersten Konsistorium zum Pseudokardinal und wies ihm die Titelkirche Santa Prisca zu. Carlo de Durazzo inhaftierte ihn in Neapel und er musste sich am 4. September 1382 in der Kirche Santa Chiara Papst Urban VI. öffentlich unterwerfen und wurde von Kardinal Gentile de Sangro freigelassen. Nachdem er widerrief, wurde er zusammen mit dem Pseudokardinal Leonardo Rossi in einer Reihe von Gefängnissen im Königreich Sizilien festgehalten, bis sie beide 1386 freigelassen wurden. Im November 1387 wies der Gegenpapst ihm die Titelkirche Santa Prassede zu.